# Соломаха, Екатерина Марковна
Екатерина Марковна Соломаха (укр. Катерина Марківна Соломаха; 20 декабря 1920 год, село Александровка — 20 апреля 2003 год, село Александровка, Лубенский район, Полтавская область, Украина) — колхозница, звеньевая колхоза имени Ленина Лубенского района Полтавской области, Украинская ССР. Герой Социалистического Труда (1949). Депутат Верховного Совета УССР 4 и 5 созывов.

## Биография
Родилась 20 декабря 1920 года в крестьянской семье в селе Александровка. Получила начальное образование, окончив в 1934 году 3 класса начальной школы в родном селе. До начала Великой Отечественной войны окончила курсы трактористов и работала ездовой и в полеводческом звене. После войны трудилась трактористкой. В 1947 году была назначена звеньевой полеводческого звена в колхозе имени Ленина Лубенского района.
В 1948 году звено, которым руководила Екатерина Соломаха, собрало в среднем по 16,4 центнера волокна южной конопли на участке площадью 2 гектара. В 1949 году была удостоена звания Героя Социалистического Труда «за получение высоких урожаев пшеницы, подсолнечника и волокна южной конопли при выполнении колхозом обязательных поставок и контрактации по всем видам сельскохозяйственной продукции, натуроплаты за работу МТС и обеспеченности семенами всех культур для весеннего сева 1949 года».
Неоднократно участвовала во всесоюзной выставке ВДНХ, где была удостоена нескольких наград.
После выхода на пенсию в 1974 году проживала в родном селе, где скончалась в 2003 году.

## Награды
- Герой Социалистического Труда — указом Президиума Верховного Совета СССР от 23 июня 1949 года
- Орден Ленина
- Орден Трудового Красного Знамени
- Медаль «В ознаменование 100-летия со дня рождения Владимира Ильича Ленина»
- Золотая и серебряная медаль ВДНХ